# Na pierwszy znak
Na pierwszy znak (czasem zapisywane jako „Pierwszy znak”) – szlagier lat 30. XX wieku zaśpiewany przez Hankę Ordonównę, stanowiący utwór ze ścieżki dźwiękowej filmu Szpieg w masce z 1933 roku.
Muzykę skomponował Henryk Wars, a słowa piosenki napisał „Oldlen” – Julian Tuwim. Utwór został wydany na płycie gramofonowej w 1933 przez wytwórnię „Syrena-Electra” (nr katalog. 9113). Hanka Ordonówna śpiewała z akompaniamentem orkiestry Towarzystwa „Syrena-Rekord”.

## Przeróbki (covery)
- 2003: Hanna Banaszak (z płyty Echa melodii zapomnianej)
- 2006: Edyta Górniak & Radosław Krzyżowski (z płyty Ona i on 2)
- 2007: Natasza Urbańska (program TV Jak oni śpiewają, edycja I)
- 2007: Edith Olesik
- 2009: Zbigniew Świtoniak (studio.wp.pl)
- 2009: Robert Janowski (płyta Song.pl)
- 2009: Gabriela Kulka (z płyty I’ll Meet You in Poland, Baby)